# صلیحیان
صُلَیحیان دودمانی بودند که در حدود سده ۵ق (سده ۱۱م) در یمن فرمانروایی داشتند.
پس از پیروزی‌های ابتدایی اعراب، شبه جزیره عربستان از دیدگاه سیاسی و فرهنگی راکد ماند. همینکه فاطمیان در پایان سده ۱۰م در مصر برپایی یافتند و اماکن مقدس حجاز فرمانبرداری خلفای فاطمی را گردن نهادند، میان مصر و یمن روابط نزدیکی برقرار گشت و صلیحیون به عنوان پیروان دعوت اسماعیلی و دست نشاندگان اسمی خلفای فاطمی در یمن فرمانروایی کردند.
علی بن محمد بنیانگذار دولت شیعی بنی صلیح در سال ۴۲۹ق (۱۰۳۷م) در مسار، شمال غربی صنعا استقلال خود را اعلام کرد. در سال ۴۵۵ق صنعا را نیز فتح کرد و بر تمام یمن چیرگی یافت و حتی از سال ۴۵۵ تا ۴۵۶ق بر مکه نیز فرمانروایی کرد. در این زمان ایالات زیر فرمانروایی او از مکه تا حضرموت امتداد داشت.